# Leucorrhinia glacialis
Leucorrhinia glacialis е вид водно конче от семейство Libellulidae. Видът не е застрашен от изчезване.

## Разпространение
Разпространен е в Канада (Албърта, Британска Колумбия, Квебек, Манитоба, Нова Скотия, Ню Брънзуик, Нюфаундленд, Онтарио, Остров Принц Едуард и Саскачеван) и САЩ (Айдахо, Вашингтон, Върмонт, Западна Вирджиния, Калифорния, Кънектикът, Масачузетс, Мейн, Мериленд, Минесота, Мичиган, Монтана, Невада, Ню Джърси, Ню Йорк, Ню Хампшър, Орегон, Пенсилвания, Уайоминг и Уисконсин).

## Описание
Популацията на вида е стабилна.